# Thịt chua
Thịt chua là món ăn sử dụng thịt lợn tươi sống ướp trong thính gạo để làm thành phẩm chín tự nhiên, thịnh hành như một loại đặc sản địa phương trong ẩm thực tại vùng trung du Bắc Bộ Việt Nam, đặc biệt nổi tiếng tại vùng Phú Hà, huyện Thanh Sơn, tỉnh Phú Thọ.
Thịt chua có cách làm khá đơn giản nhưng để có một lọ thịt chua hấp dẫn và đạt yêu cầu lại là cả một nghệ thuật, và nó thể hiện qua sự chọn lọc kỹ càng để có các nguyên liệu tốt nhất cũng như quy trình thực hiện chính xác, nghiêm ngặt.

## Nguyên liệu
- Thịt lợn: thịt lợn thường chọn loại lợn mán, một loại lợn địa phương được nuôi thả rông một năm chỉ đạt tới 15– 17 kg, có thịt săn chắc và thơm ngon, ít nước. Không dùng các loại thịt bày bán phổ biến trên thị trường vì nhiều nước, sản phẩm không đạt yêu cầu[2]. Lấy thịt ba chỉ, thịt mông sấn, thịt nạc vai hoặc nạc thăn đã được sơ chế sạch, tuy ngon nhất là những loại thịt có kết hợp cả nạc cả mỡ. Thịt được thái thành từng miếng thật mỏng, to hay nhỏ tùy thuộc sở thích, tuy nhiên miếng thịt vừa vặn trông sẽ ngon mắt hơn. Cũng đôi khi người nội trợ thái hình con chì hay thái chỉ để khi ăn trông ngon mắt hơn.[cần dẫn nguồn]
- Thính gạo: được làm từ gạo, đậu xanh, ngô rang vàng tán thật nhỏ mịn. Bí quyết tạo nên thành công cho món thịt chua chính là ở khâu rang thính. Thính rang phải đảm bảo yêu cầu chín kỹ, dậy thơm, vàng và không được để cháy.
- Lá ổi: chọn lá bánh tẻ, rửa sạch, để ráo.
- Các dụng cụ chứa, đựng toàn bộ nguyên liệu: ngon nhất là sử dụng ống bương, ống tre để chứa đựng nguyên liệu. Tuy nhiên, hiện nay để tiện cho thương mại hóa sản phẩm người sản xuất thường dùng lọ nhựa. Tại làng Phú Hà thường đóng nguyên liệu vào ống nứa, ống tre, nhưng khi thành phẩm chín thì được trút vào các lọ nhựa để bán. Các dụng cụ chứa đựng phải rửa thật sạch và để thật ráo nước.

## Quy trình thực hiện
Thịt sau khi thái miếng mang tẩm ướp một chút gia vị, muối, rắc thính lên trên rồi trộn thật đều sao cho thính bám kín bề mặt miếng thịt.
Lót lá ổi xuống dưới dụng cụ chứa đựng thành một hai lớp, lèn thật chặt thịt vào trong và phủ vài lớp lá ổi lên lớp thịt trên bề mặt dụng cụ chứa đựng, nén chặt bằng một vài nẹp tre gài chéo. Không được dùng túi nilon để ủ sản phẩm vì khi thịt lên men sẽ tạo nhiệt gây đọng nước khiến thịt bị mốc.
Sau khi hoàn thành, để sản phẩm ở những nơi thoáng đãng, khô ráo, có thể treo lên xà nhà. Vào mùa hè, thời tiết oi bức thì chỉ cần 3 đến 4 ngày là đảm bảo cho thịt lên men và có thể sử dụng được. Nếu để thời gian dài hàng tuần sau khi thịt chín, thịt tuy không hỏng nhưng quá chua làm mất đi hương vị, độ béo ngọt đậm đà của thịt. Trong tiết trời se lạnh của mùa đông, thời gian ủ thịt kéo dài từ 5 tới 7 ngày để đảm bảo cho thịt đủ độ chín.

## Thưởng thức
Thịt chua thường được ăn kèm với bánh tráng và các loại lá như sung, ổi, đinh lăng, mơ tam thể, nhội, lộc vừng, rau mùi, rau húng nhưng thường xuyên nhất và phổ biến nhất là lá sung, lá đinh lăng, lá ổi, lá mơ. Thực khách dùng bánh tráng, xếp vài chiếc lá và gắp thịt chua cho vào gói, chấm nước mắm pha chua cay mặn ngọt, tương ớt vừa dịu.

## Ảnh

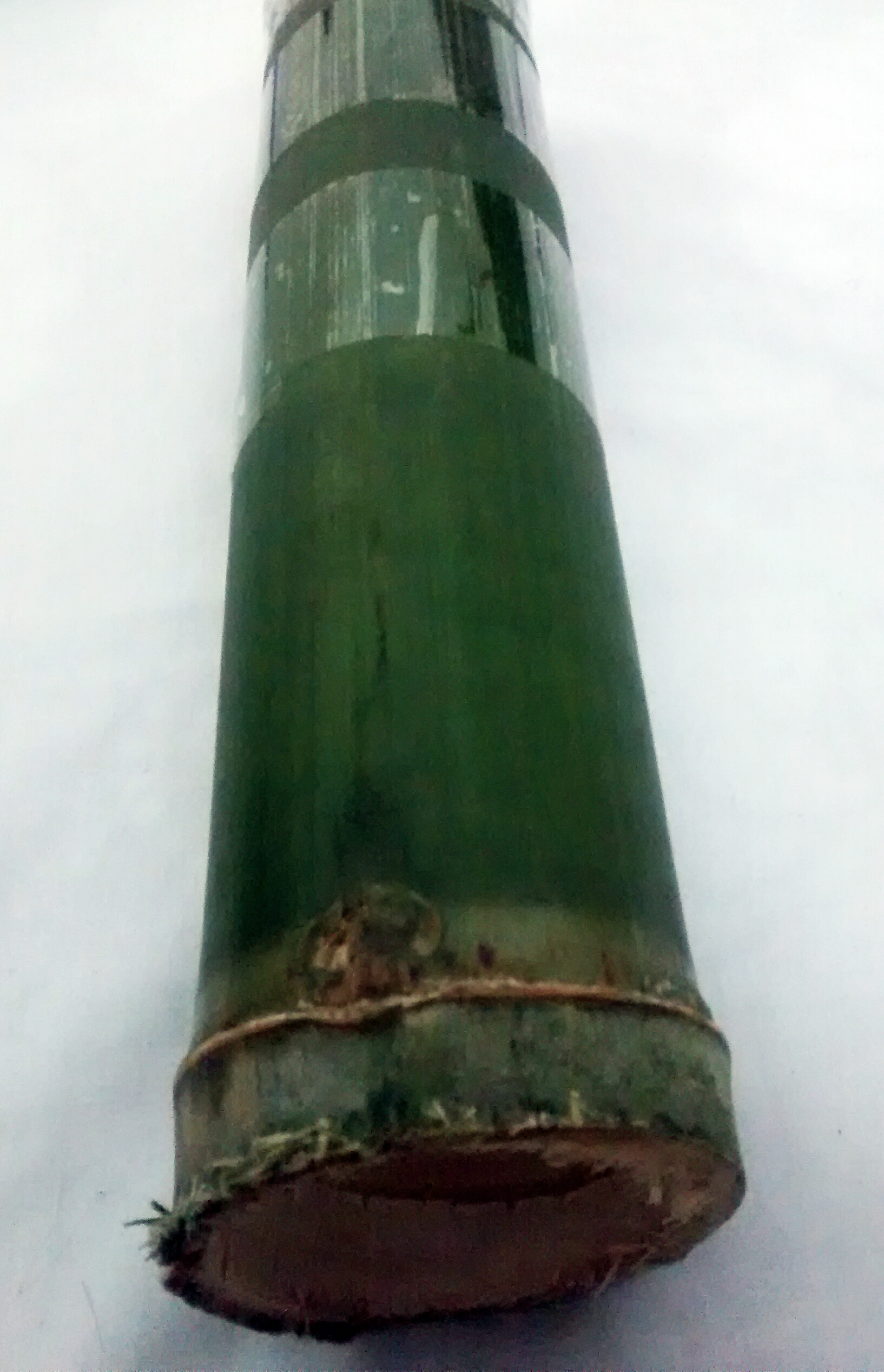
Một hình thức đóng gói thịt chua: chứa trong ống nứa
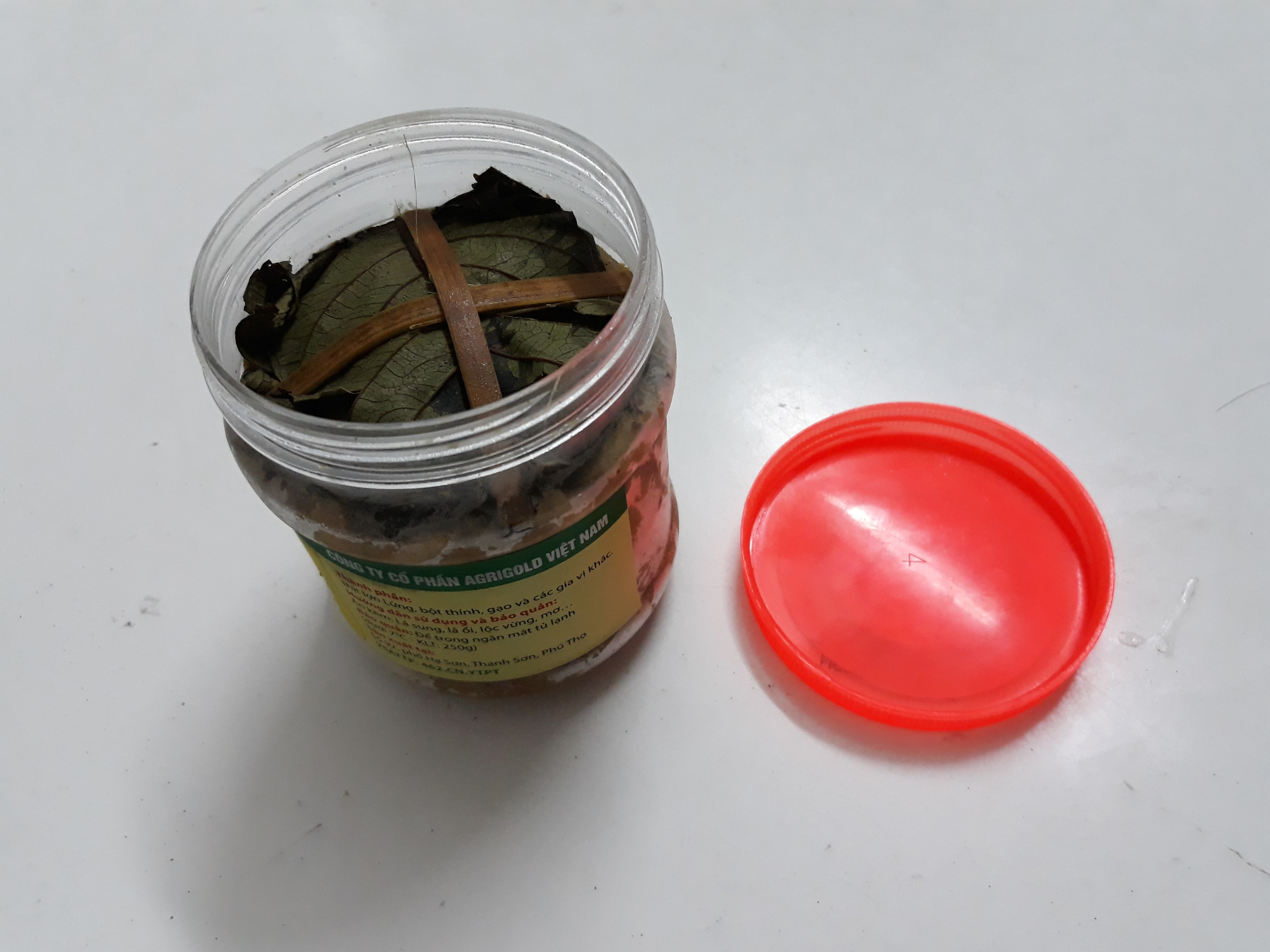
Một hộp thịt chua thương mại vừa mở nắp, với thịt chua nén chặt trong lọ, bên trên là lá ổi được gài bằng nan tre.
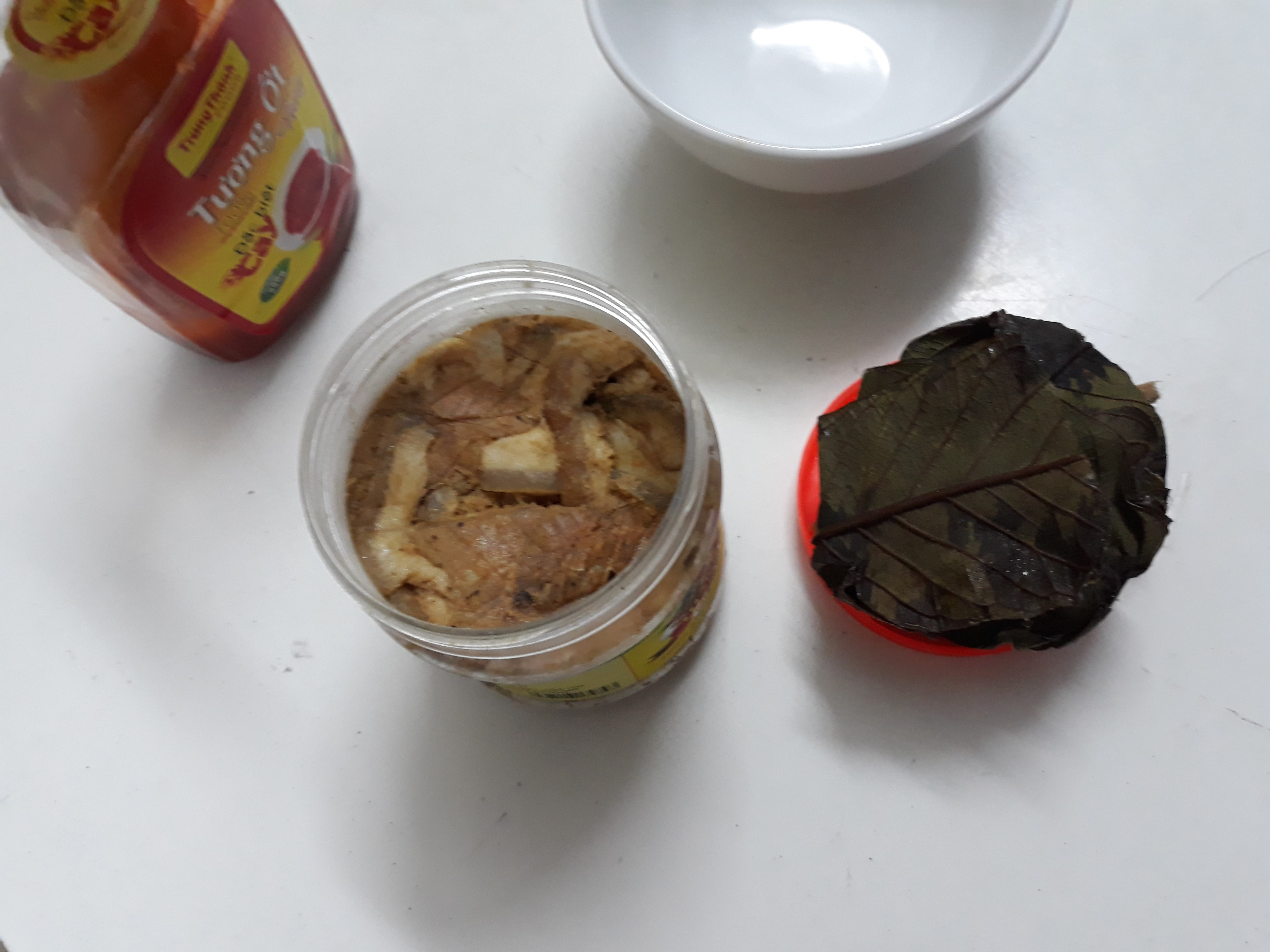
Thịt chua đựng trong lọ.
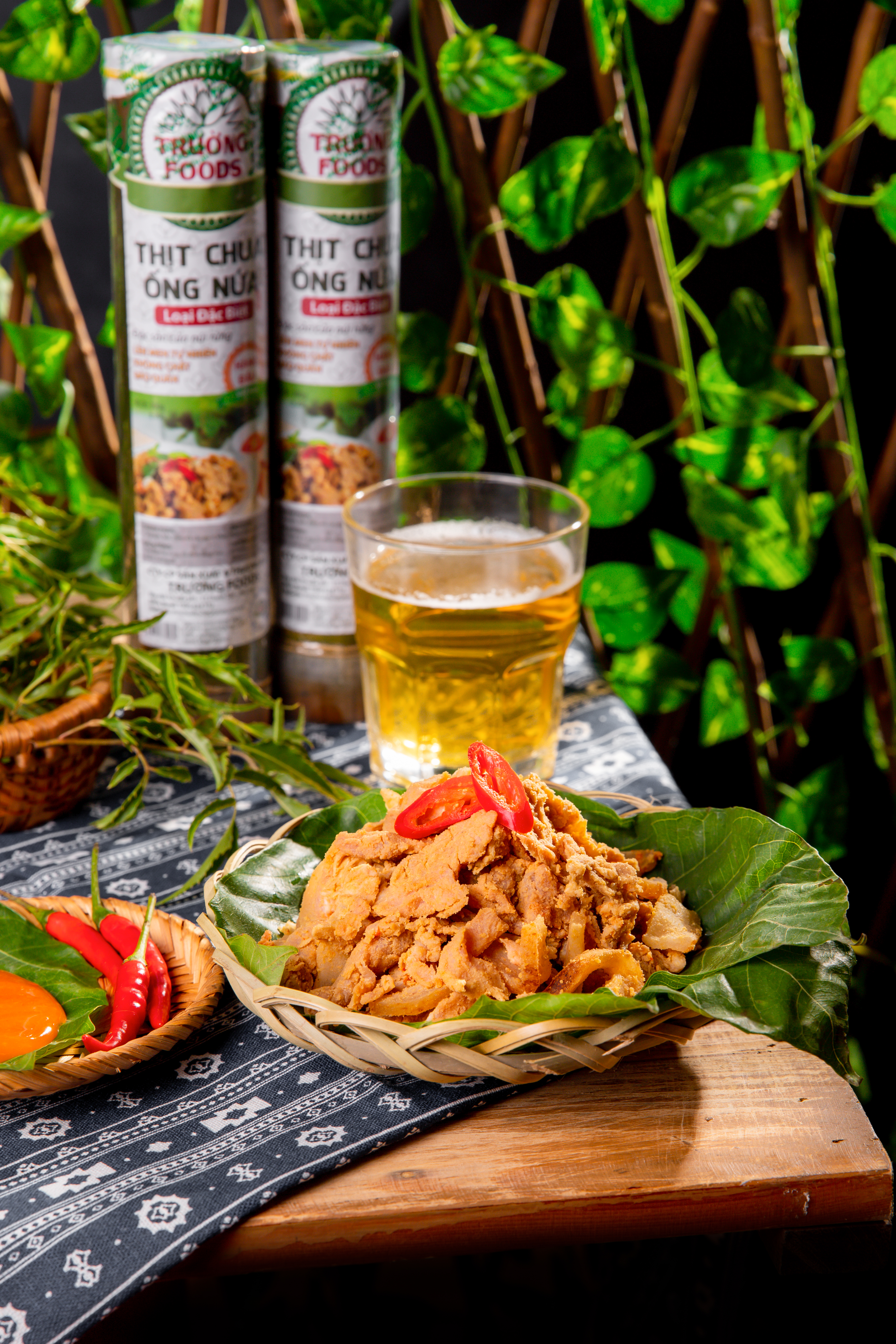
Thịt chua trong ống nứa
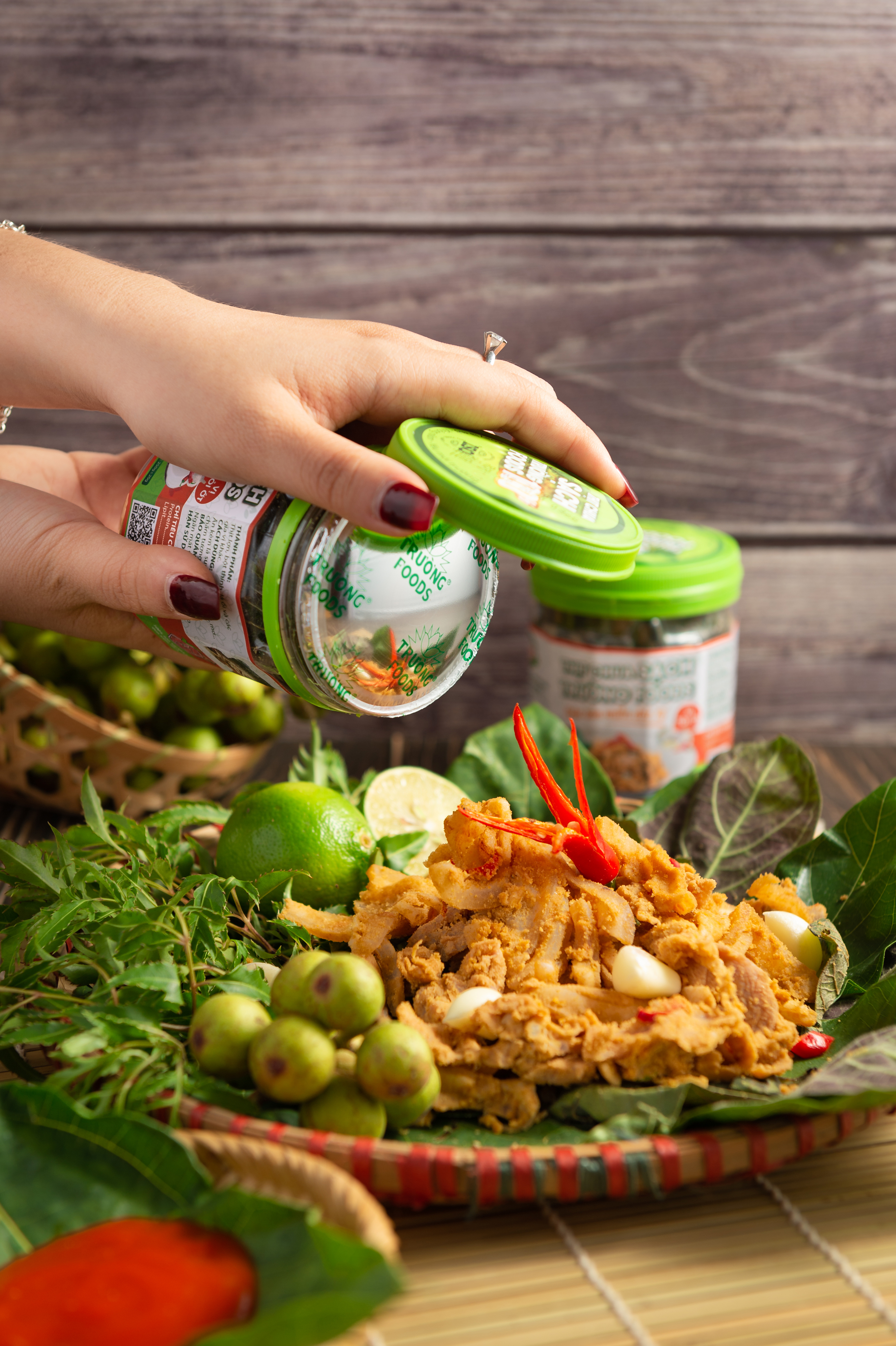
Thịt chua trong hộp nhựa